# Gửi hương cho gió
Gửi hương cho gió là tên một tập thơ được xuất bản năm 1945, là tập thơ thứ hai của Xuân Diệu. Cùng với Thơ thơ, cho đến nay vẫn là hai thi phẩm nổi bật nhất của Xuân Diệu.

## Tác phẩm
Tập Gửi hương cho gió gồm 51 bài:
| - Lời thơ vào tập Gửi hương - Nguyệt cầm - Buồn trăng - Lời kỹ nữ - Gửi hương cho gió - Bài thư năm - Mới yêu - Phơi trải - Dại khờ - Chỉ ở lòng ta - Giục giã - Buổi chiều - Tặng bạn bây giờ | - Những kẻ đợi chờ - Nhớ mông lung - Sương mờ - Im lặng - Khi chiều giăng lưới - Ngã ba - Tặng thơ - Kỉ niệm (I) - Hết ngày hết tháng - Yêu mến - Giã từ thân thể... - Đi dạo - Ý thoáng | - Mơ xưa - Hè - Kẻ đi đày - Riêng tây - Chuyện cái thư - Rạo rực - Dâng - Chiều đợi chờ - Sầu - Mênh mông - Đẹp - Thanh niên |